# Magec
Magec var solens och ljusets gud för guancherna, de gamla invånarna på Teneriffa. Magec var en av de främsta gudarna.